# 長辛店街道
長辛店街道は、中華人民共和国北京市豊台区が管轄する街道である。2021年4月11日、長辛店街道の管轄が変更された。旧長辛店鎮、張家関村および長辛店街の4つの地区は雲岡街道に割り当てられ、街道事務所も公路街甲12号に移転した。

## 名称
長辛店は、もともと長店と呼ばれ、小さな自然村であったが、歴代王朝が社会治安維持のために前哨基地を設置し、当時は「墩輔」と呼ばれていた。北京へのアクセスに便利な場所にあり、盧溝橋が近く、通行人や商人が多いことも相まって、商業が発展し、商店、企業が徐々に増えて繁栄している。近くを流れる永定河はたびたび氾濫し流れが移動したり迂回し、新しくなることが多いために、「長新店」とも呼ばれている。

## 行政区画
長辛店街道は以下の社区を管轄する。
南墻縫社区、合成公社区、東山坡社区、北関社区、西峰寺社区、朱家墳南区社区、朱家墳北区社区、趙辛店社区、北崗窪社区、崔村二里社区、建設里社区、東南街社区、陳荘社区、光明里社区、玉皇荘社区、長馨園社区、中奥嘉園社区、中体奥園社区、長辛店村、趙辛店村。